# 只必帖木儿
只必帖木儿（?—?），元朝宗王。元太宗窝阔台的孙子，阔端的儿子。

## 生平
中统初年，只必帖木儿归顺忽必烈。阿蓝答儿、浑都海在甘州、凉州反叛忽必烈，掠夺只必帖木儿的辎重。只必帖木儿率所部移居到秦、雍。中统二年（1261年），西番酋长火都叛，忽必烈下诏让只必帖木儿与李庭讨伐擒拿。是时，只必帖木儿在河西，部下横暴，行省郎中董文用以法处理，有人说他任用的管民官太滥。至元二年（1265年），忽必烈下诏省并他的管民官。至元九年（1272年），改中兴路行尚书省为行中书省，派只必帖木儿设行省断事官。筑新城，赐名永昌府，不久升为永昌路。降西凉府为凉州隶属于永昌路。从此，人称只必帖木儿为永昌王。至元十二年（1275年），跟随西平王奥鲁赤征北番。至元十七年（1280年）四月，请设投下官，朝廷不从。至元二十年（1283年），请括常确路分地民户，又请于分地二十四城自设管课官，朝廷不从。又请立拘榷课税所，其长从都省所用，次则王府差设，朝廷同意。朝廷收其西凉州田租入官，至大三年（1310年），元武宗以只必帖木儿老贫，以西凉州田租赐给他。不久去世。

## 子孙
- 帖必烈
- 曲列魯
  - 汾陽王别帖木儿
    - 荊王也速也不干
      - 荊王脱脱木儿

## 延伸阅读
[在维基数据编辑]
 《新元史/卷111》，出自柯劭忞《新元史》